# Burgstall Altmühlmünster
Der Burgstall Altmühlmünster bezeichnet eine abgegangene Spornburg 370 m südlich von Altmühlmünster, heute ein Ortsteil der niederbayerischen Stadt Riedenburg im Landkreis Kelheim in. Das Objekt wird im BayernAtlas als  Bodendenkmal mit der Aktennummer D-2-7035-0001 geführt und als „Burgstall des Mittelalters“ bezeichnet.
Der Burgstall liegt auf einem Felsensporn etwa 80 m über dem Altmühltal und ist am besten über den 600 m entfernten Laubhof erreichbar. Der  5–7 m breite und 25 m lange Geländesporn wird durch einen 1,5 m tiefen Graben vom Hinterland abgeschnitten. Dieser Abschnittsgraben ist teilweise aus dem Felsen herausgehauen. Der Graben ist auf der Südseite 16 m lang und biegt danach im rechten Winkel nach Norden ab, nach 10 m läuft er in dem Steilhang aus. Auf der Innenfläche befinden sich mehrere Höcker losen Gesteins, die als Überreste von Gebäuden und eventuell eines Turms gedeutet werden können. 20 m vor dem Abschnittsgraben  wurde mit dem Bau eines zweiten Grabens begonnen. Ein davon erhaltenes Fragment ist 20 m lang, 3 m breit und 2 m tief; das Aushubmaterial wurde für einen Außenwall verwendet.
Urkundliche Unterlagen zu dieser Anlage sind nicht vorhanden. Das Gebiet gehörte aber den Burggrafen von Regensburg, welche 1155 das Kloster Altmühlmünster gestiftet und an den Templerorden übertragen hatten. Die Anlage könnte zur Überwachung des zum Altmühltal führenden Brunntals gedacht gewesen sein.